# José Luis Mosquera
José Luis Mosquera Losada (nacido el 10 de marzo de 1967 en Caracas, Venezuela) es un exfutbolista español nacido en Venezuela. Jugaba de centrocampista y su primer club fue Alondras. Tiene en la actualidad 58 años y reside en Galicia, España.

## Carrera
Mosquera, hijo de emigrantes gallegos, nació en Caracas, Venezuela. Llega a Vigo con seis años.  Empieza su carrera futbolística en el año 1980, jugando para el club Alondras de Cangas hasta 1987. Tras destacar en el Alondras, es fichado por el RC Celta.
Debuta con el primer equipo del Celta de Vigo en la temporada 1987-88 de la mano de José María Maguregui, con el equipo recién ascendido a Primera división. En el Celta jugará en 1ª y 2ª división hasta el año 1993. 
En verano de 1993 fichó por el Mérida UD, entrenado por Fabri. Allí juega dos temporadas, contribuyendo así al ascenso de los extremeños a la máxima categoría en el año 1995.
En verano de 1995 fichó por el Real Valladolid de la Primera división, siendo entrenado por Rafa Benítez.. Estará en el equipo pucelano hasta el año 1997. Ese año regresa a Galicia para jugar en el Racing de Ferrol, donde finalmente se retira en 1999.
Como técnico pasa por varias categorías del fútbol base, por la Tercera División, Segunda B y Segunda, entrenando al Rácing Club Vilalbés, Lalín Club de Fútbol, Club Deportivo Lugo. A partir de 2008 entra a formar parte del RC Celta de Vigo, siendo uno de los encargados de la cantera. En la temporada 2007-08, tras la destitución de José Ramón López Caro como entrenador del primer equipo y el nombramiento de Antonio López, Mosquera entra a formar parte del cuerpo técnico del primer equipo celeste. Posteriormente también formó parte del cuerpo técnico de Paco Herrera.
Asimismo, participa junto con los veteranos del Celta en competiciones del Fútbol Indoor.
Actualmente es profesor en los cursos de capacitación como entrenador desarrollados por la Escuela Gallega de Entrenadores. También es comentarista, entre otros, del programa deportivo de la TVG En Xogo, en la que se repasa la actualidad de los equipos gallegos.

## Clubes
| Club             | País   | Año       | Partidos | Goles |
| ---------------- | ------ | --------- | -------- | ----- |
| Alondras         | España | 1980-1987 |          |       |
| Celta de Vigo    | España | 1987-1993 | 134      | 16    |
| Mérida UD        | España | 1993-1995 | 61       | 10    |
| Real Valladolid  | España | 1995-1997 | 9        | 0     |
| Racing de Ferrol | España | 1997-1999 | 57       | 3     |

## Palmarés
- Campeón de Segunda División de España - 1994/1995
- Campeón de Segunda División de España - 1991/1992